# Äskulapnatter
Die Äskulapnatter (Zamenis longissimus, Syn.: Elaphe longissima) gehört zur Familie der Nattern (Colubridae) und gehört mit bis zu zwei Metern Länge zu den größten Schlangenarten Europas. Sie ist wie die meisten Arten dieser Familie ungiftig.

## Merkmale
Die Äskulapnatter erreicht eine durchschnittliche Körperlänge von 1,40 bis 1,60 Metern, kann jedoch auch bis zu zwei Meter lang werden und ist kräftig gebaut. Männchen werden grundsätzlich etwas größer als Weibchen.
Die Grundfärbung der Schlange reicht von einem gelblichen Braun über olivgrün und graubraun bis grauschwarz, wobei die Oberfläche glatt und glänzend ist. Viele der Schuppen sind weiß umrandet, sodass eine helle Längsstrichelung entlang des Körpers entsteht. Bei einigen Tieren gibt es zusätzlich einen dunklen Längsstreifen entlang der Körperseiten. Der Bauch ist hell- oder grünlichgelb bis weißlich gefärbt. Bei sehr dunklen Individuen kann die Körperunterseite jedoch auch blauschwarz gefärbt sein. Während die 23 (seltener 21) Reihen Rücken- und Seitenschuppen glatt sind, besitzen die Bauchschuppen leichte Kiele, die das Klettern erleichtern.
Der Kopf ist vom Rumpf nur leicht abgesetzt und besitzt im Normalfall keine Zeichnung. Oberhalb der Augen kann ein dunkles Schläfenband ausgebildet sein, das nach hinten zum Hals reicht. Die Augen sind mittelgroß mit einer runden Pupille. Der Kopf weist acht, seltener neun Oberlippenschilde (Supralabialia) sowie einen Voraugenschild (Praeoculare) auf.
Deutlich auffälliger sind die Jungtiere gezeichnet. Auf ihrer hellen Grundfärbung heben sich Flecken auf dem Rücken, eine über die Schnauze verlaufende Querbinde sowie eine nach hinten gerichtete V-Zeichnung im Nacken dunkel ab. Hinzu kommt ein dunkles Schläfenband und beidseits dahinter ein hellgelber Fleck. Diese Flecken können zu Verwechslungen mit der Ringelnatter (Natrix natrix) führen, bei der ähnliche Flecken typisch sind.

## Verbreitung und Lebensraum

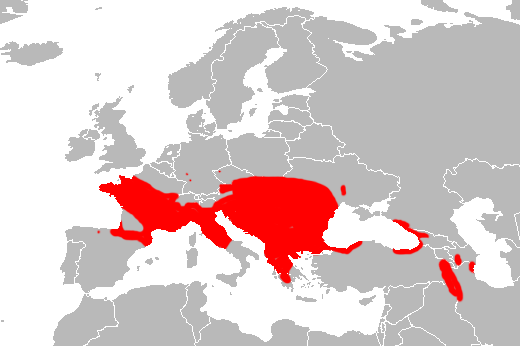
Verbreitung der Äskulapnatter

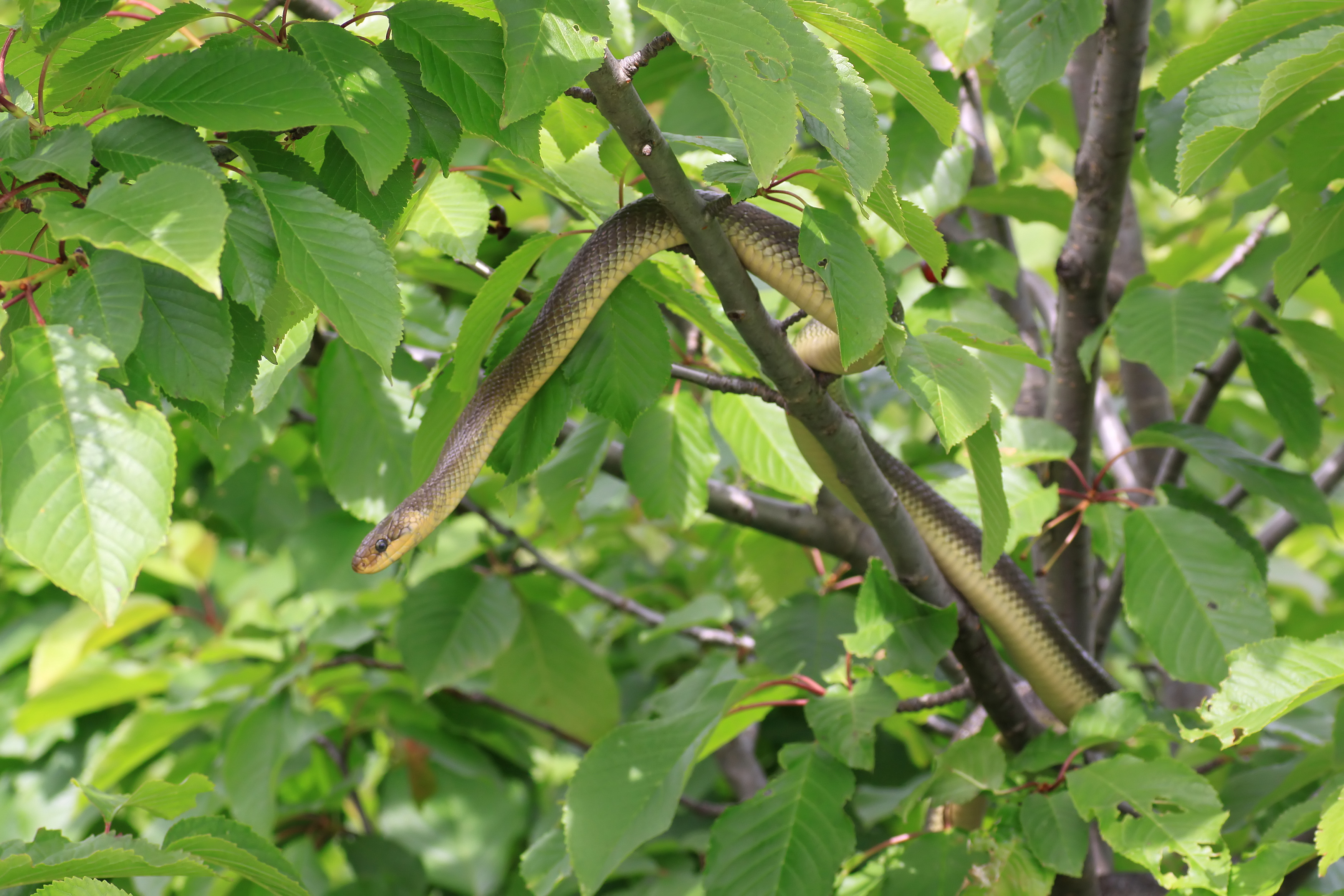
Äskulapnatter auf einem Baum

Die Verbreitung der Äskulapnatter ist mediterran auf Südeuropa und Kleinasien konzentriert; es gibt aber auch isolierte Vorkommen in Deutschland, Österreich und der Schweiz als Teile der nördlichen Verbreitungsgrenze. Das Verbreitungsgebiet erstreckt sich von Nordspanien über Mittelfrankreich, die Schweiz, Österreich und einige Reliktgebiete in Süddeutschland über Tschechien, den Süden Polens und die Balkanstaaten nach Griechenland und die südwestlichen Gebiete der ehemaligen Sowjetunion und weiter in die Türkei, nach Transkaukasien und in den nördlichen Iran.
Die etwas helleren Tiere in Mittel- und Süditalien sowie auf Sizilien wurden bis vor Kurzem der Nominatform Zamenis longissimus longissimus als Unterart Zamenis longissimus romana gegenübergestellt. Aufgrund proteinelektrophoretischer Untersuchungen sowie von Sequenzunterschieden der mitochondrialen DNA werden sie heute unter dem Namen Italienische Äskulapnatter (Zamenis lineatus) als eigene Art angesehen.
In Österreich besiedelt die Äskulapnatter mit Ausnahme von Vorarlberg und Tirol alle Bundesländer. In Deutschland existieren Reliktvorkommen im Rheingau in der Umgebung des Ortes Schlangenbad und im Naturschutzgebiet Sommerberg bei Frauenstein, im südlichen Odenwald, im Wetteraukreis, an der unteren Salzach sowie an der Donau bei Passau.
Im Passauer Raum ist das Vorkommen an den Donauleiten schon lange bekannt. Über dieses Kerngebiet hinaus wurden zahlreiche weitere Vorkommen nachgewiesen, darunter bei Jahrdorf, das etwa sieben Kilometer Luftlinie von der Donau entfernt ist. Westlich der Ilz gelang nur ein Nachweis bei Haslachhof. Am unteren Inn gibt es mehrere bekannte Vorkommen auf bayerischer Seite, so im Passauer Stadtgebiet, Neuburg am Inn, Vornbach, Niederschärding und Neuhaus am Inn.
Die in der Literatur immer wieder erwähnten Vorkommen im Wiesental (Südschwarzwald) konnten bis heute nicht belegt werden und sind sehr zweifelhaft.
Die Äskulapnatter bevorzugt warme und besonnte Bereiche, die jedoch nicht zu trocken sein dürfen. Man findet die Schlangen entsprechend vor allem an feuchtwarmen, sonnenexponierten Stellen im Flachland und an besonnten Hängen im Bergland. Häufig hält sie sich auch an Gewässerufern und in Auwäldern auf sowie auf Waldlichtungen oder in Geröll und Gebüschen mit Efeu und Brombeergestrüpp. Ebenfalls beliebt sind Legesteinmauern, alte Steinbrüche, Ruinengelände und die Randbereiche landwirtschaftlich genutzter Flächen wie etwa verbuschte Hangwiesen. Die höchsten Vorkommen gibt es bei etwa 1500 bis 2000 Metern, meistens lebt sie jedoch unterhalb von 1000 Metern Höhe.

## Lebensweise
Die Äskulapnatter ist tagaktiv, verlagert jedoch besonders im Hochsommer ihre Hauptaktivitätsphasen in die Morgen- und Abenddämmerung. Bei sehr großer Hitze versteckt sie sich im Schatten. In den Wintermonaten verkriecht sich die Natter und hält, abhängig vom Klima, eine fünf bis sechs Monate andauernde Winterruhe.
Durch Einspreizen ihrer Schuppen kann die Äskulapnatter sehr gut klettern und sogar senkrechte Baumstämme erklimmen. Dennoch hält sie sich vor allem am Boden und in niedrigem Gestrüpp auf und klettert nur gelegentlich bei der Nahrungssuche. Sie bewegt sich dabei sehr flink und leise. Auch bei Störungen verhält sich die Schlange wenig angriffslustig, beißt aber in der Regel zu, wenn sie ergriffen wird.

## Ernährung und Fressfeinde

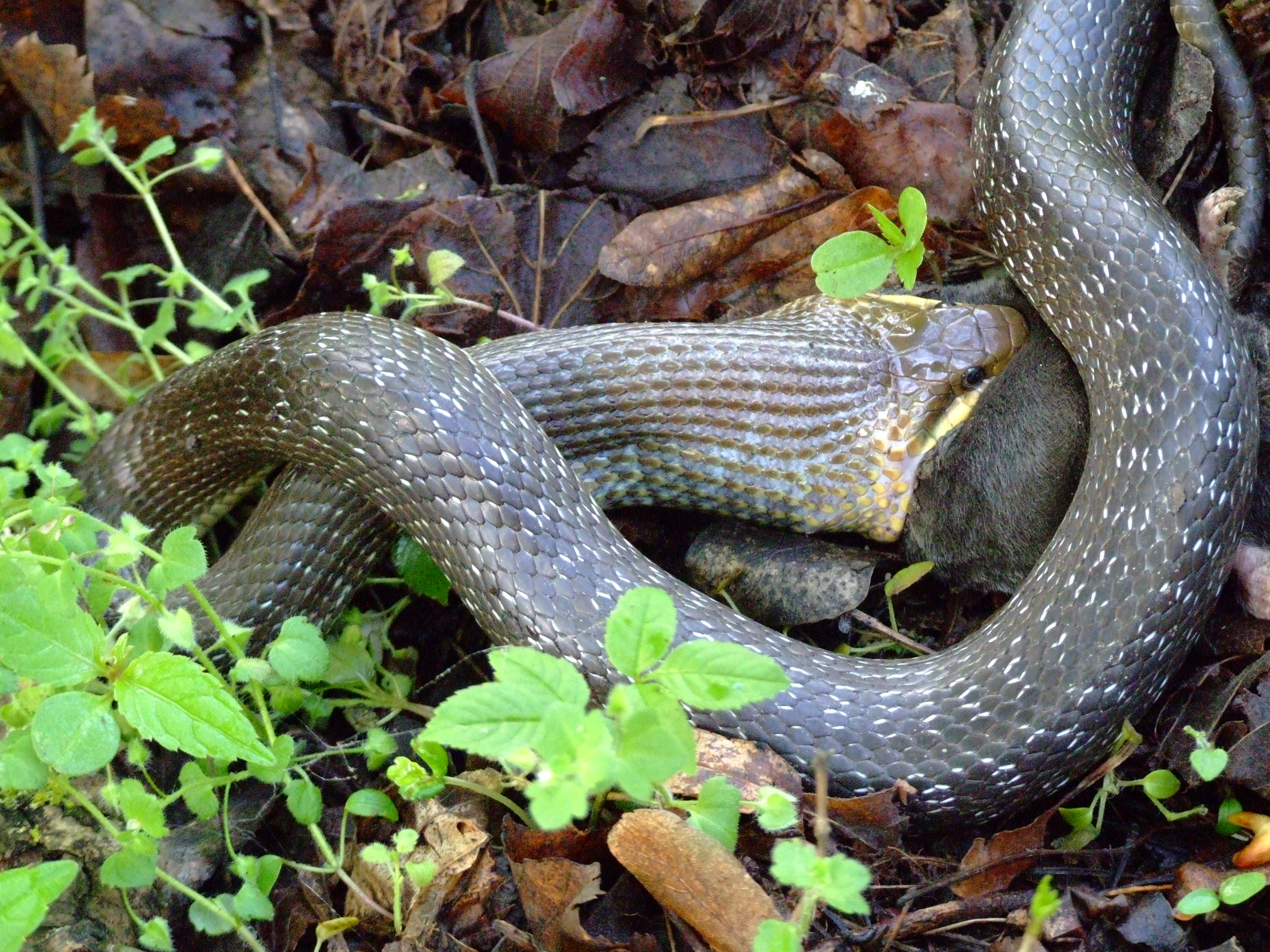
Beim Fressen

Die Äskulapnatter ernährt sich von Kleinsäugern, vor allem Mäusen, sowie von Eidechsen und Vögeln und deren Nestlingen und Eiern. In Nahrungsanalysen fand man vor allem Arten der Langschwanzmäuse, der Wühlmäuse sowie der Spitzmäuse. Seltener wurden Siebenschläfer, Maulwürfe, Eichhörnchen, Wiesel und auch Fledermäuse gefunden. Unter den Vögeln dominierten Kohlmeisen, Baumläufer, Fliegenschnäpper, Ammern, Schmätzer sowie der Zaunkönig. Sehr selten fand man Insekten, Froschlurche, Feuersalamander oder andere Schlangen wie die Ringelnatter oder die Schlingnatter. Das Spektrum ist dabei natürlich sehr stark von der regionalen Zusammensetzung der potenziellen Beutetiere abhängig. Als Jungtiere erbeuten sie vor allem kleine Eidechsen sowie nestjunge Mäuse.
Die Nahrungssuche findet vor allem am Boden sowie in Höhlen im Boden statt, außerdem unter Steinen, in Bäumen oder in Pflanzenmaterial. Größere Beutetiere werden erwürgt, kleinere Tiere wie Eidechsen zwischen den Kiefern erdrückt. Die Schlange lebt häufig in Dachböden, Heuschobern und dergleichen, welche sie von Mäusen freihält.
Die Äskulapnatter selbst wird Beute verschiedener Vögel und Säugetiere. Dabei handelt es sich unter den Säugern vor allem um Marder wie den Iltis, den Dachs sowie Stein- und Baummarder; unter den Vögeln sind es der Mäusebussard, der Wespenbussard, der Schlangenadler sowie verschiedene Rabenvögel. Besonders Jungtiere werden auch von anderen Schlangenarten wie etwa der Treppennatter oder der Eidechsennatter erbeutet. Die Äskulapnatter flieht bei Bedrohung in höhere Gebiete oder auf Bäume und in Gebüsche. Bei akuter Bedrohung wehrt sie sich durch Abwehrbisse und entleert ein übel riechendes Sekret aus ihren Analdrüsen.

## Fortpflanzung und Entwicklung

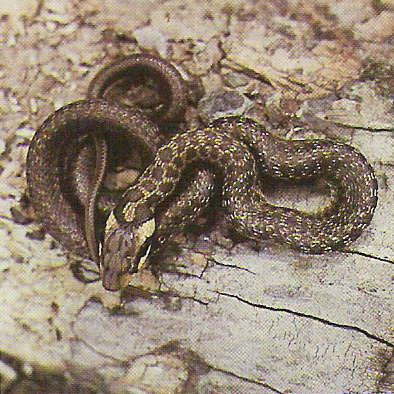
Jungtier

Die Paarungszeit der Schlangen liegt in der Phase nach der Winterruhe im Mai. Äskulapnattern vollziehen ein Paarungsspiel, bei dem das Männchen versucht, das Weibchen am Nacken zu packen und festzuhalten (Nackenbiss). Erst wenn dies geschehen ist, kommt es zur eigentlichen Verpaarung. Sind mehrere Männchen beieinander, kommt es zu Kommentkämpfen, bei denen die beiden Kontrahenten so lange miteinander ringen, bis einer auf den Boden gedrückt wird. Zu Verletzungen kommt es dabei nicht.
Die Eiablage erfolgt im Juli in feuchter Erde, in Pflanzenresten, unter Steinen oder in Mauerspalten sowie in alten Baumstümpfen. Dabei legt das Weibchen ein Gelege von fünf bis zehn langovalen Eiern ab, aus denen im September die Jungtiere schlüpfen.

## Taxonomie
Die gültige wissenschaftliche Erstbeschreibung der Äskulapnatter stammt von Josephus Nicolaus Laurenti aus dem Jahre 1768; die Schlange war allerdings vorher bereits gut bekannt. So beschrieb sie etwa Ulisse Aldrovandi bereits 1640 in seiner Historia animalium als Anguis Aesculapii. Laurenti nannte die Schlange Natrix longissima und stellte sie damit neben die Ringelnatter (Natrix natrix); später benannte man sie meist als Coluber longissima und ordnete sie entsprechend unter die Zornnattern ein. Leopold Fitzinger prägte 1833 die Gattung Elaphe für die Kletternattern, in die die Äskulapnatter erst 1925 durch Robert Mertens eingestellt wurde. Diese Einordnung galt bis zur letzten Revision vor wenigen Jahren; seitdem trägt sie den Gattungsnamen Zamenis, der auch schon im 19. Jahrhundert gelegentlich benutzt worden war. Neben der Äskulapnatter und der Italienischen Äskulapnatter wurde unter den in Europa lebenden Schlangen nur die Leopardnatter (Zamenis situla) ebenfalls in diese Gattung gestellt.
Manche Herpetologen verwenden für die Äskulapnatter indes weiterhin den Namen Elaphe longissima. Innerartlich werden zudem vier phylogeografisch zu interpretierende genetische Linien unterschieden: West-Haplotyp, Adria-Haplotyp, Donau-Haplotyp und Ost-Haplotyp.

## Die Äskulapnatter als Symbol

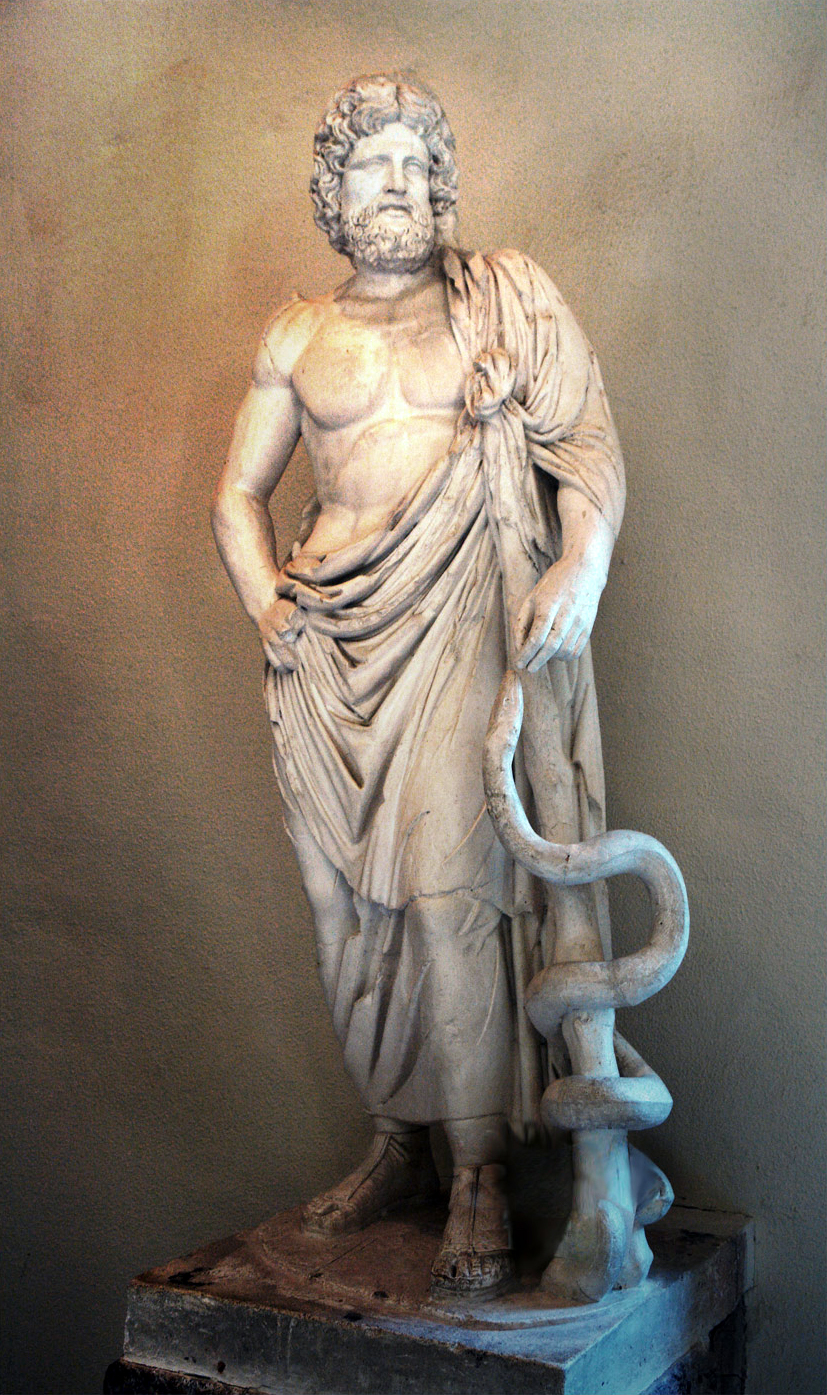
Äskulap (Asklepios) mit Stab

Benannt wurde die Schlange nach dem griechischen Heilgott Asklepios (lateinisch Aesculapius), um dessen Äskulapstab sich eine solche Natter wickelte.
Es gibt auch die Theorie, dass es sich hierbei tatsächlich um den Medinawurm handelt, der traditionell durch langsames Aufwickeln auf einen Stab aus dem Unterhautbindegewebe eines Patienten entfernt wird. Diese von Reiner Müller aufgebrachte Theorie wird aber von Kritikern wie Erna Lesky und Bernd Grün als widerlegt abgelehnt, da der Medinawurm nur in Afrika bekannt gewesen sei, womit ein Auftreten dieses Wurms in der griechischen Mythologie schwer nachvollziehbar sei.
Der Äskulapstab dient auch heute noch als Symbol der Mediziner. Steht der Äskulap-Stab zwischen den „Schenkeln“ des Großbuchstabens „V“, so ist das ein Symbol der Veterinärmediziner. Bei den Apothekern und Pharmazeuten windet sich die Äskulapnatter um den Schaft einer Trinkschale. Dabei handelt es sich um die Schale der Hygieia, einer Tochter des Asklepios. Gut zu sehen ist dieses kleine Symbol auf dem großen Fraktur-„A“ der deutschen Apotheken.

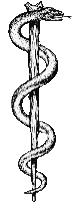
Klassischer Äskulapstab als Symbol der Humanmedizin
Äskulapstab im „V“ als Symbol der Veterinärmedizin
Äskulapschlange mit Trinkschale als Symbol der Apotheker
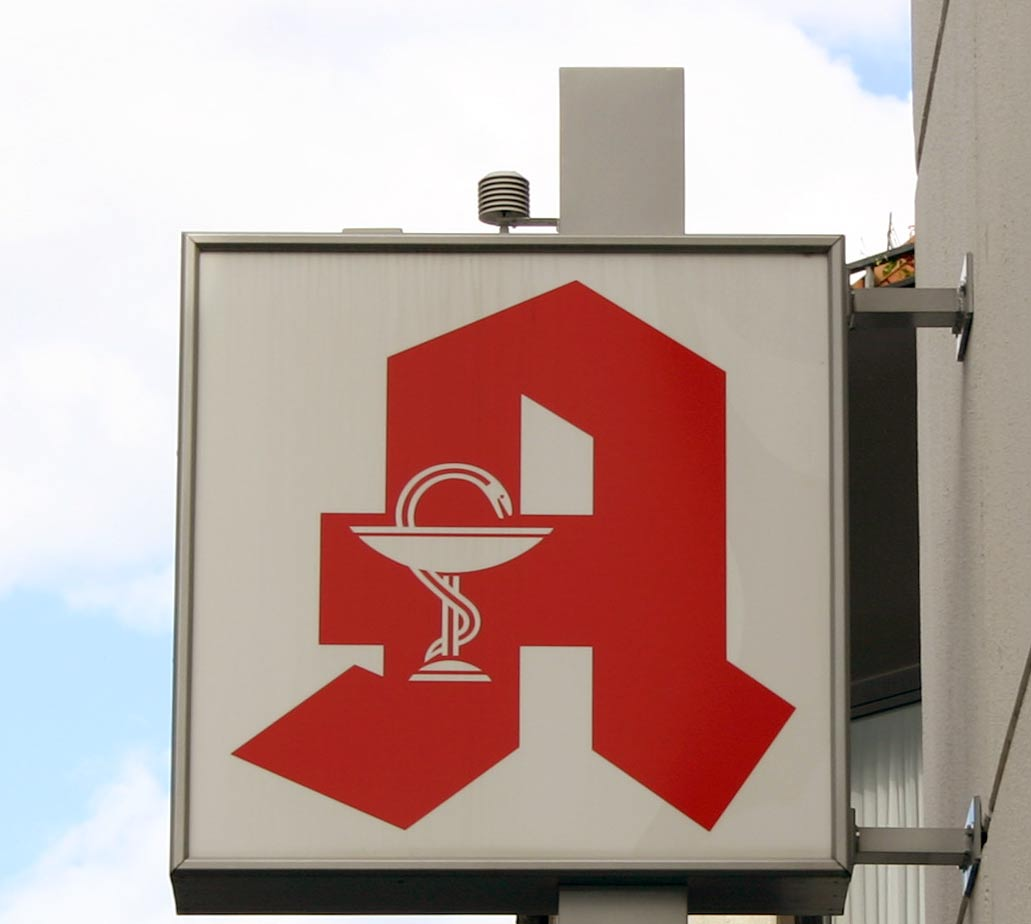
Deutsches Apothekenschild
Kennzeichen der Apotheken in Österreich

Die Weltgesundheitsorganisation der Vereinten Nationen, die WHO, verwendet die Schlange als Symbol in ihrer offiziellen Flagge und auch im Star of Life, dem internationalen Zeichen für Einrichtungen des Rettungsdienstes, wird der Äskulapstab verwendet. Er ist auch das Fachdienstabzeichen für den Sanitätsdienst. Die einmal überschlagene Schlange und der Stab – mit sehr kleiner Schale – bilden ein „A“ als Logo der Österreichischen Apothekerkammer, zu sehen auch an fast allen Apotheken, nur wenige tragen noch das Vorläuferlogo mit Fraktur-A Österreichische Apothekerkammer. Das Wappen der Gemeinde Schlangenbad zeigt die Natter mit Krone.

Flagge der WHO
Star of Life
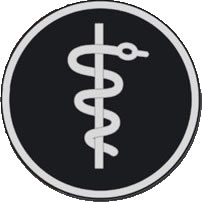
Fachdienstabzeichen des Sanitätsdienstes
Wappen Gemeinde Schlangenbad

In Italien war der Stamm der Marser bekannt als Schlangenverehrer und Schlangenzähmer. Bereits vor 3000 Jahren wurde von ihnen Angitia verehrt, die Göttin der Schlangen und der Gifte. Noch heute findet in dem kleinen Ort Cocullo in den Abruzzen jeden ersten Donnerstag im Mai eine Schlangenprozession (festa dei serpari) zu Ehren des San Domeniko Abbate statt. Dabei werden Äskulapnattern sowie Vierstreifennattern (Elaphe quatuorlineata) durch die Straßen getragen. Zahlreiche lebendige Schlangen umwinden hierbei die hölzerne Figur der Heiligen.

## Gefährdung und Schutz

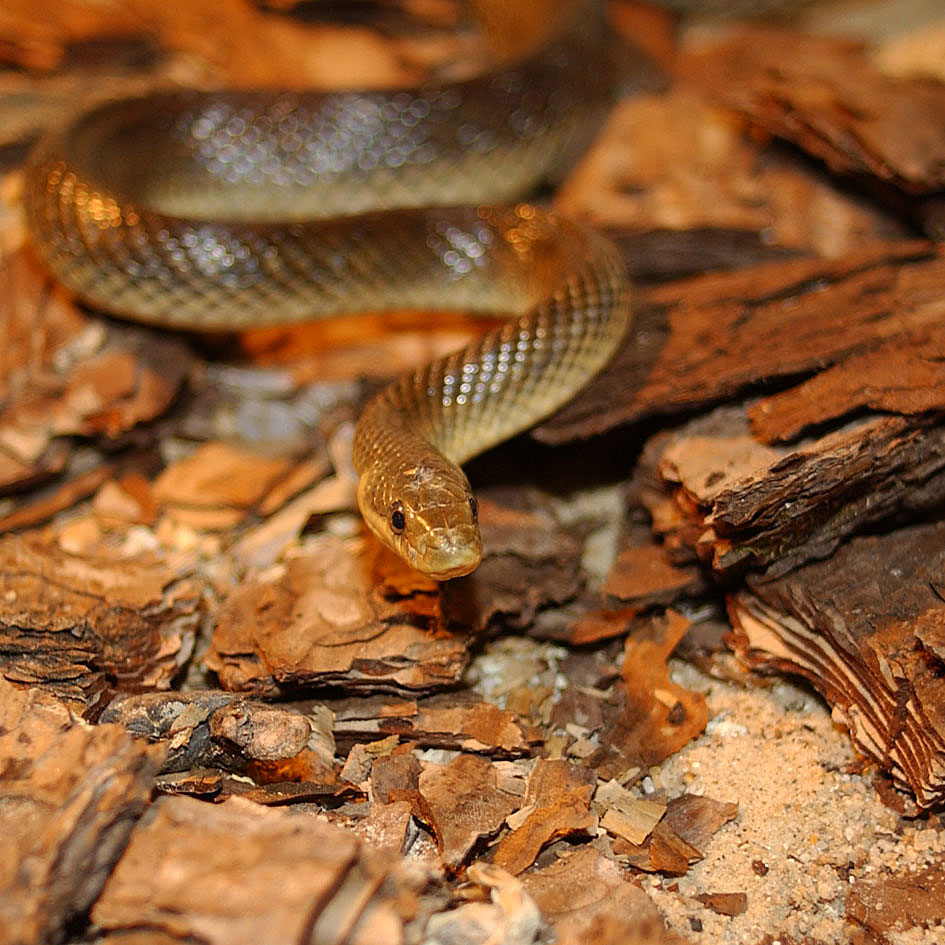
Äskulapnatter

Die Äskulapnatter besitzt ein relativ großes Verbreitungsgebiet und ist als Art nicht bedroht. In den einzelnen Teilen ihres Verbreitungsgebietes sieht diese Situation jedoch anders aus: Besonders an der nördlichen Verbreitungsgrenze, zu der auch die wenigen Populationen in Deutschland gehören, ist ihr Vorkommen stark verinselt, und es gibt keine Verbindung zwischen den Einzelpopulationen. Diese Disjunktion wird auf die Klimaveränderungen der letzten Jahrhunderte zurückgeführt, bei der sich die Tiere immer weiter in wärmere Regionen zurückgezogen haben. Durch Habitatveränderungen durch den Menschen wird diese Tendenz noch weiter verstärkt, wodurch es zu einem Auslöschen einzelner Populationen kommen könnte. Entsprechend ist die Äskulapnatter in der Roten Liste der Bundesrepublik Deutschland in die Kategorie 2 – stark gefährdet – eingeordnet.
Obwohl die Habitatzerstörung in den Lebensräumen der Äskulapnatter nur als sekundäre Rückzugsursache angesehen wird, gibt es eine Reihe von Empfehlungen, um diesen Faktor möglichst gering zu halten. So stellen vor allem die Intensivierung der Forst- und der Landwirtschaft sowie Flurbereinigungen und Siedlungserweiterungen den massivsten Eingriff des Menschen in den Lebensraum der Tiere dar. Um die Populationen zu schützen, werden vor allem Kernverbreitungsgebiete als Schutzgebiete ausgewiesen, etwa die extensiv genutzten Wiesen und Streuobstflächen im Neckar-Odenwald. Zugleich müssen Waldrandgebiete als Überwinterungszonen sowie potenzielle Eiablageplätze in Totholz und alten Baumbeständen in den Schutz mit eingebunden werden. Es ist möglich, durch künstlich angelegte Hackschnitzelhaufen die Vorkommen zu stützen oder so lange zu erhalten, bis natürliche Eiablagemöglichkeiten wieder zur Verfügung stehen.
Gesetzlicher Schutzstatus (Auswahl)
- FFH-Richtlinie: Anhang IV (streng zu schützende Art)
- Bundesnaturschutzgesetz (BNatSchG): streng geschützt

Rote Liste-Einstufungen (Auswahl)
- Rote Liste der Bundesrepublik Deutschland: 2 – stark gefährdet
- Rote Liste Österreichs: NT (Gefährdung droht)
- Rote Liste der Schweiz: EN (entspricht: stark gefährdet)